# Bão Kai-tak (2012)
Bão Kai-tak, còn được biết đến ở Philippines với tên gọi là bão Helen hay bão số 5 năm 2012 ở Việt Nam , là cơn bão mùa hè năm 2012 xảy ra ở Tây Bắc Thái Bình Dương ảnh hưởng trực tiếp hai nước Trung Quốc và Việt Nam. Nó là cơn bão cuồng phong thứ 7 và thứ 13 theo đặt tên trong mùa bão Thái Bình Dương 2012. Cơn bão làm 40 người thiệt mạng và gây tổn thất hơn 315 triệu đô la Mỹ.

## Bản tin dự báo củaNCHMF
NCHMF cho biết: hồi 4 giờ ngày 16/8, vị trí tâm bão số 5 (tên quốc tế Kai-Tak) ở vào khoảng 19,1 độ Vĩ Bắc; 117,9 độ Kinh Đông, cách quần đảo Hoàng Sa khoảng 670 km về phía Đông Đông Bắc.
Sức gió mạnh nhất ở vùng gần tâm bão mạnh cấp 10, cấp 11 (tức là từ 89 đến 117 km một giờ), giật cấp 12, cấp 13. Do ảnh hưởng của bão nên có khả năng gây mưa trên diện rộng tại Bắc bộ trong những ngày tới.
Dự báo trong 24 giờ tới, bão di chuyển theo hướng giữa Tây và Tây Tây Bắc, mỗi giờ đi được khoảng 20 – 25 km và còn có khả năng mạnh thêm. Đến 4 giờ ngày 17/8, vị trí tâm bão ở vào khoảng 20,9 độ Vĩ Bắc; 112,5 độ Kinh Đông, cách Móng Cái (Quảng Ninh) khoảng 500 km về phía Đông Đông Nam. Sức gió mạnh nhất vùng gần tâm bão mạnh cấp 12 (tức là từ 118 đến 133 km một giờ), giật cấp 13, cấp 14.
Trong khoảng 24 đến 48 giờ tiếp theo, bão di chuyển theo hướng giữa Tây và Tây Tây Bắc, mỗi giờ đi được khoảng 20 – 25 km, đi dọc ven biển phía Nam tỉnh Quảng Tây (Trung Quốc). Đến 4 giờ ngày 18/8, vị trí tâm bão ở vào khoảng 22,1 độ Vĩ Bắc; 107,0 độ Kinh Đông, trên vùng biên giới Cao Bằng - Lạng Sơn. Sức gió mạnh nhất vùng gần tâm bão mạnh cấp 8 (tức là từ 62 đến 74 km một giờ), giật cấp 9, cấp 10. Trong khoảng 48 đến 72 giờ tiếp theo, bão di chuyển chủ yếu theo hướng Tây, mỗi giờ đi được khoảng 20 km.
Do ảnh hưởng của bão, vùng biển phía Bắc Biển Đông có gió mạnh cấp 8, cấp 9, sau tăng lên cấp 10, cấp 11, vùng gần tâm bão đi qua cấp 12, giật cấp 13, cấp 14. Biển động dữ dội. Vùng biển phía Bắc vịnh Bắc Bộ từ trưa và chiều mai (17/8), gió sẽ mạnh dần lên cấp 6, cấp 7, vùng gần tâm bão cấp 8, cấp 9, giật cấp 10, cấp 11. Ở các tỉnh Bắc Bộ từ chiều và đêm mai có mưa vừa, mưa to đến rất to. 
Ngoài ra do ảnh hưởng kết hợp với gió mùa tây nam hoạt động mạnh nên khu vực giữa và Nam Biển Đông (bao gồm cả vùng biển quần đảo Trường Sa), vùng biển từ Bình Thuận đến Cà Mau có gió mạnh cấp 6, giật cấp 7, cấp 8. Biển động.